# Carlo Antonio di Hohenzollern-Sigmaringen (1868)
Principe Carlo Antonio di Hohenzollern-Sigmaringen, nome completo: Karl Anton Friedrich Wilhelm Ludwig Prinz von Hohenzollern-Sigmaringen (Sigmaringen, 11 settembre 1868 – Andernach, 21 febbraio 1919), è stato un principe tedesco, membro della casa regnante di Hohenzollern-Sigmaringen.

## Biografia

### Infanzia

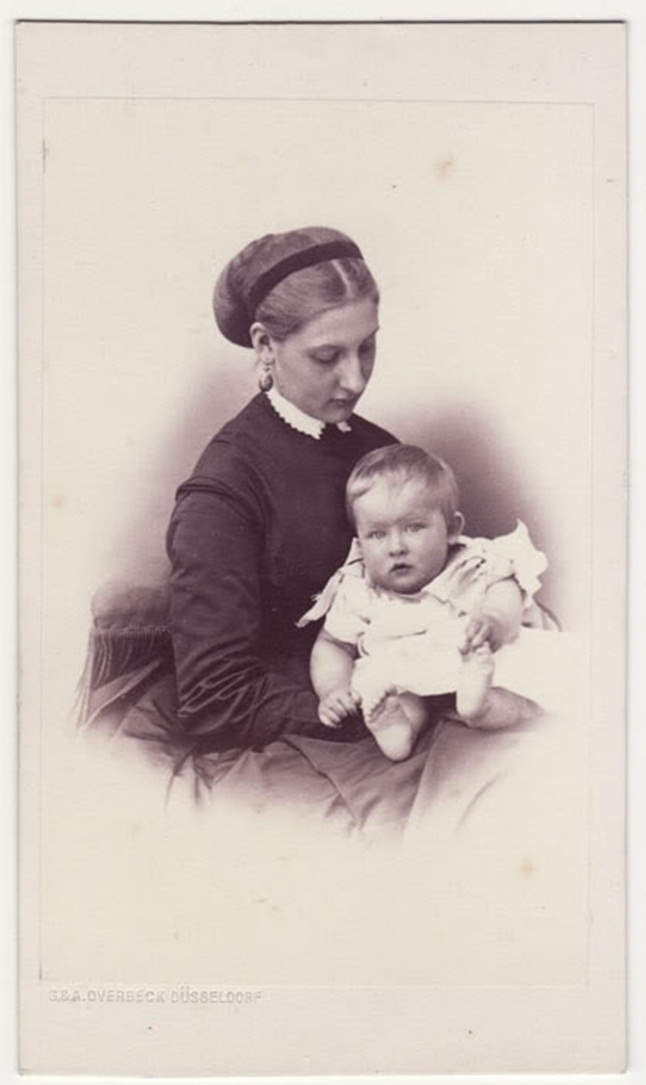
Carlo Antonio in tenera età con la madre Antonia di Braganza

Carlo Antonio era l'ultimogenito di Leopoldo (1835-1905), principe di Hohenzollern, e di sua moglie Antonia (1845-1913), Infanta del Portogallo, figlia del re Ferdinando II del Portogallo e della regina Maria II. Suo fratello maggiore divenne nel 1914 Ferdinando I re di Romania.

### Matrimonio
Il 28 maggio 1894 a Bruxelles, sposò Giuseppina del Belgio, figlia del principe Filippo del Belgio, conte di Fiandra (1837 - 1905) e di Maria Luisa (1845 - 1912), figlia del principe Carlo Antonio di Hohenzollern-Sigmaringen.
Il fratello minore di Giuseppina, Alberto, divenne nel 1909 re dei Belgi.

### Morte
Carlo Antonio è morto subito dopo la prima guerra mondiale e fu inizialmente sepolto nel cimitero di Namedy.

## Discendenza
Carlo Antonio e Giuseppina del Belgio ebbero quattro figli:
- Stefania Giuseppina Carola Filippa Maria Leopoldina, principessa di Hohenzollern-Sigmaringen (8 aprile 1895-7 agosto 1975), sposò Ernst Joseph Fugger di Glött;
- Maria Antonietta Guglielmina Augusta Vittoria, principessa di Hohenzollern-Sigmaringen (23 ottobre 1896-4 luglio 1965), sposò il barone Egon von und zu Eyrl Waldgries und Liebenaich;
- Alberto Ludovico Leopoldo Tassilo, principe di Hohenzollern-Sigmaringen (28 settembre 1898-30 luglio 1977), sposò Isle Margot Klara Willy von Friedeburg;
- Enrichetta Leopoldina Guglielmina, principessa di Hohenzollern-Sigmaringen (29 settembre 1907-3 ottobre 1907).

## Ascendenza
|                                           |                                       |                                                 | Genitori                                 |  |  | Nonni |  |  | Bisnonni                          |  |  | Trisnonni                                 |  |
|                                           |                                       |                                                 |                                          |  |  |       |  |  | Carlo di Hohenzollern-Sigmaringen |  |  | Antonio Luigi di Hohenzollern-Sigmaringen |  |
|                                           |                                       |                                                 |                                          |  |  |       |  |  | Carlo di Hohenzollern-Sigmaringen |  |  | Antonio Luigi di Hohenzollern-Sigmaringen |  |
|                                           |                                       | Amalia Zefirina di Salm-Kyrburg                 |                                          |  |  |       |  |  | Carlo di Hohenzollern-Sigmaringen |  |  |                                           |  |
| Carlo Antonio di Hohenzollern-Sigmaringen |                                       |                                                 |                                          |  |  |       |  |  | Carlo di Hohenzollern-Sigmaringen |  |  |                                           |  |
|                                           |                                       | Maria Antonietta Murat                          | Pierre Murat                             |  |  |       |  |  |                                   |  |  |                                           |  |
|                                           |                                       | Maria Antonietta Murat                          | Pierre Murat                             |  |  |       |  |  |                                   |  |  |                                           |  |
|                                           |                                       | Maria Antonietta Murat                          | Louise d'Astorg                          |  |  |       |  |  |                                   |  |  |                                           |  |
| Leopoldo di Hohenzollern-Sigmaringen      |                                       | Maria Antonietta Murat                          |                                          |  |  |       |  |  |                                   |  |  |                                           |  |
|                                           |                                       | Carlo II di Baden                               | Carlo Luigi di Baden                     |  |  |       |  |  |                                   |  |  |                                           |  |
|                                           |                                       | Carlo II di Baden                               | Carlo Luigi di Baden                     |  |  |       |  |  |                                   |  |  |                                           |  |
|                                           |                                       | Carlo II di Baden                               | Amalia d'Assia-Darmstadt                 |  |  |       |  |  |                                   |  |  |                                           |  |
| Giuseppina di Baden                       |                                       | Carlo II di Baden                               |                                          |  |  |       |  |  |                                   |  |  |                                           |  |
|                                           |                                       | Stefania di Beauharnais                         | Claude de Beauharnais                    |  |  |       |  |  |                                   |  |  |                                           |  |
|                                           |                                       | Stefania di Beauharnais                         | Claude de Beauharnais                    |  |  |       |  |  |                                   |  |  |                                           |  |
|                                           |                                       | Stefania di Beauharnais                         | Claudine Françoise de Lezay              |  |  |       |  |  |                                   |  |  |                                           |  |
| Carlo Antonio di Hohenzollern-Sigmaringen |                                       | Stefania di Beauharnais                         |                                          |  |  |       |  |  |                                   |  |  |                                           |  |
|                                           | Ferdinando di Sassonia-Coburgo-Kohary | Francesco Federico di Sassonia-Coburgo-Saalfeld |                                          |  |  |       |  |  |                                   |  |  |                                           |  |
|                                           | Ferdinando di Sassonia-Coburgo-Kohary | Francesco Federico di Sassonia-Coburgo-Saalfeld |                                          |  |  |       |  |  |                                   |  |  |                                           |  |
|                                           | Ferdinando di Sassonia-Coburgo-Kohary | Augusta di Reuss-Ebersdorf                      |                                          |  |  |       |  |  |                                   |  |  |                                           |  |
| Ferdinando II del Portogallo              | Ferdinando di Sassonia-Coburgo-Kohary |                                                 |                                          |  |  |       |  |  |                                   |  |  |                                           |  |
|                                           |                                       | Maria Antonia di Koháry                         | Federico Giuseppe di Koháry              |  |  |       |  |  |                                   |  |  |                                           |  |
|                                           |                                       | Maria Antonia di Koháry                         | Federico Giuseppe di Koháry              |  |  |       |  |  |                                   |  |  |                                           |  |
|                                           |                                       | Maria Antonia di Koháry                         | Maria Antonietta di Waldstein-Wartenberg |  |  |       |  |  |                                   |  |  |                                           |  |
| Antonia di Braganza                       |                                       | Maria Antonia di Koháry                         |                                          |  |  |       |  |  |                                   |  |  |                                           |  |
|                                           |                                       | Pietro IV del Portogallo                        | Giovanni VI del Portogallo               |  |  |       |  |  |                                   |  |  |                                           |  |
|                                           |                                       | Pietro IV del Portogallo                        | Giovanni VI del Portogallo               |  |  |       |  |  |                                   |  |  |                                           |  |
|                                           |                                       | Pietro IV del Portogallo                        | Carlotta Gioacchina di Borbone-Spagna    |  |  |       |  |  |                                   |  |  |                                           |  |
| Maria II del Portogallo                   |                                       | Pietro IV del Portogallo                        |                                          |  |  |       |  |  |                                   |  |  |                                           |  |
|                                           |                                       | Maria Leopoldina d'Asburgo-Lorena               | Francesco II d'Asburgo-Lorena            |  |  |       |  |  |                                   |  |  |                                           |  |
|                                           |                                       | Maria Leopoldina d'Asburgo-Lorena               | Francesco II d'Asburgo-Lorena            |  |  |       |  |  |                                   |  |  |                                           |  |
|                                           |                                       | Maria Leopoldina d'Asburgo-Lorena               | Maria Teresa di Borbone-Due Sicilie      |  |  |       |  |  |                                   |  |  |                                           |  |
|                                           |                                       | Maria Leopoldina d'Asburgo-Lorena               |                                          |  |  |       |  |  |                                   |  |  |                                           |  |

## Titoli e trattamento
- 1º settembre 1868 - 3 settembre 1869: Sua Altezza Serenissima, il principe Karl Anton di Hohenzollern-Sigmaringen
- 3 settembre 1869 - 21 febbraio 1919: Sua Altezza Serenissima, il principe Karl Anton di Hohenzollern